# 13 принципов иудаизма
1. Я верю полной верой, что Творец, чьё имя — благословенно, творит и правит всеми творениями, и только Он один создавал, создаёт и будет создавать всё существующее.
2. Я верю полной верой, что Творец, чьё имя — благословенно, — Единственен и нет нигде единственности, подобной Его; и только Он один — наш Бог, был, есть и будет.
3. Я верю полной верой, что Творец, чьё имя — благословенно, — бестелесен, и к Нему не относятся свойства материи, и нет у Него никакого образа.
4. Я верю полной верой, что Творец, чьё имя — благословенно, Он — первый и Он — последний.
5. Я верю полной верой, что Творцу, чьё имя — благословенно, и только Ему надо молиться, и запрещено молиться кому-либо, кроме Него.
6. Я верю полной верой, что всё сказанное пророками — истина.
7. Я верю полной верой, что пророчество Моше, нашего учителя, да покоится он в мире, было истинным, и что он — вершина пророков, предшествовавших ему и последовавших за ним.
8. Я верю полной верой, что вся Тора, находящаяся сейчас в наших руках, — это та, что была дана Моше, нашему учителю, да покоится он в мире.
9. Я верю полной верой, что Тора эта не будет изменена и не будет другой Торы от Творца, чьё имя — благословенно.
10. Я верю полной верой, что Творец, чьё имя — благословенно, знает все дела людей и все их мысли, как сказано «Создающий все их сердца, понимает все их дела».
11. Я верю полной верой, что Творец, чьё имя — благословенно, воздаёт добром соблюдающим Его заповеди и наказывает нарушающих Его заповеди.
12. Я верю полной верой в приход Машиаха, и, несмотря на то, что он задерживается, я всё же каждый день буду ждать, что он придёт.
13. Я верю полной верой, что будет оживление умерших в то время, когда будет на то воля Творца, чьё имя — благословенно, и память Его вознесётся навсегда и на веки веков.

13 при́нципов иудаи́зма — основные постулаты талмудического иудаизма, сформулированные Маймонидом (Рамбамом) в предисловии к главе «Хелек» трактата «Санхедрин» в его комментарии к Мишне. Поскольку комментарий написан по-арабски, он неоднократно переводился на иврит, а также пересказывался, в том числе, и в поэтической форме Иммануэлем Римским. Впоследствии пересказы вошли почти во все сидуры.

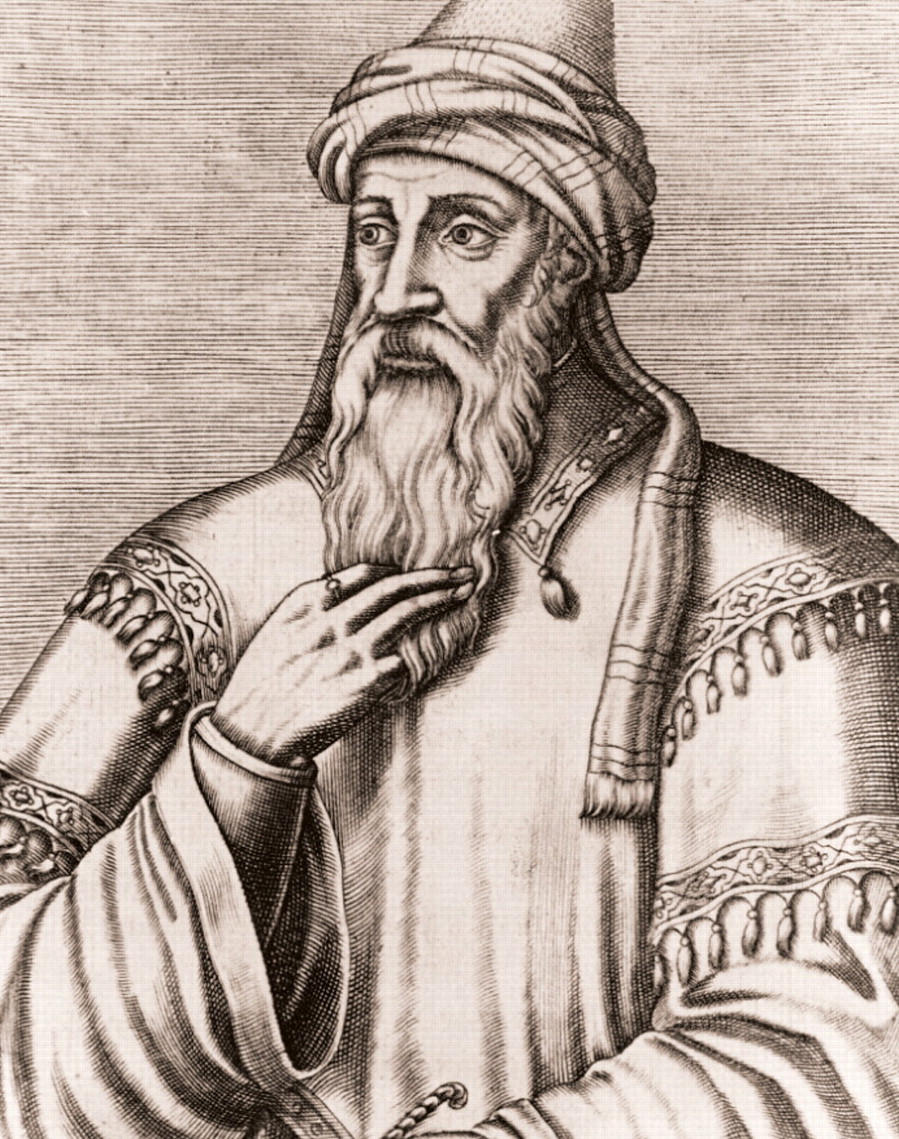
Маймонид

В «Послании о воскрешении из мёртвых» Маймонид упоминал, что он встретился с людьми, сведущими в Талмуде и практическом соблюдении заповедей, но при этом не знающими, есть ли у Бога тело. Некоторые были даже уверены, что тело есть, а другие даже считали еретиками тех, кто считает, что у Бога тела нет. С точки зрения самого Рамбама, мысль о том, что у Бога тело есть, сама по себе находится на уровне идолопоклонства. Тем самым, Маймонид убедился, что изучение Талмуда не обеспечивает человеку правильных философских основ, и необходимо составить список общеобязательных догматов, что он сделал в комментарии к Мишне. Таких основ всего 13 и их можно разбить на 3 группы: о Боге (1—5), об авторитете Торы (6—9), о воздаянии (10—13).
В XIV веке эти принципы были изложены в стихотворной форме Иммануэлем Римским и вошли в ежедневный ритуал многих еврейских общин, кроме ашкеназов. Впоследствии они были приняты всеми еврейскими общинами.

## Содержание
В этих принципах кратко сформулировано, во что верит еврей. Само число 13 — не случайно, по еврейской традиции это число свойств Всевышнего, Его 13 атрибутов милости. Этими постулатами Рамбам говорил, что еврей верит в то, что Всевышний обладает определёнными качествами: Единый, Единственный, Всемогущий, Вечный, Всемилостивый, Даровавший Тору. Во многих переводах постулаты начинаются словами «я верю полной верой…», хотя в оригинале требуется не верить, а знать с доказательством, что показывает абсолютность и независимость положений от внешних условий.

## Другие системы постулатов в иудаизме
Последующие мыслители указывали на то, что уже в Талмуде можно найти взгляды, противоречащие основам в формулировке Маймонида и, соответственно, пересматривали список. Помимо «13 принципов», в иудаизме существуют и другие системы постулатов, хотя и не пользующиеся таким же влиянием. Примерами таких систем могут быть взгляды, изложенные Хасдаем Крескасом в труде «Свет Господа» (1410) и его шести основных постулатов, или взгляды, изложенные Йосефом Альбо в труде «Книга принципов» (1425) и его 3 постулата. Если в основе постулатов Рамбама лежит идея познания истины, представление об истинном смысле слов Торы, как ответе на вопросы философии, то в основе системы Крескаса находится попытка исключения философского мировоззрения и разработка постулатов веры как прямого восприятия божественного откровения.
Рашбац (Шимон бен Цемах Дуран) занимался основами веры и свёл список всего до трёх (существование Бога, Тора с небес, Мир управляем), хотя в других местах утверждал, что можно вывести все основы из одной — вера в Сотворение мира.
Рашбац оказал влияние на Йосефа Альбо, который тоже выделял всего 3 основных принципа, из которых вытекает остальное: существование Бога, Божественность Торы и наблюдение Всевышнего над Его созданиями, наказывающего или вознаграждающего их за их поведение. Основами занимались также дон Ицхак Абрабанель и Хатам Софер. Последний заявил, что достаточно одного положения — вера в Тору с небес.
Еврейский философ Мозес Мендельсон утверждал, что иудаизм есть система законов и отрицал значение догматов.